# Pilisszentlászló, Pesta
Pilisszentlászló (în slovacă Šenvàclav) este un sat în districtul Szentendre, județul Pesta, Ungaria, având o populație de 1.111 locuitori (2011).

## Demografie
Componența etnică a satului Pilisszentlászló
     Maghiari (75,99%)
     Slovaci (20,06%)
     Necunoscut (2,15%)
     Alții (1,8%)
Componența confesională a satului Pilisszentlászló
     Romano-catolici (61,66%)
     Fără religie (10,35%)
     Reformați (8,01%)
     Atei (1,35%)
     Luterani (1,26%)
     Necunoscută (16,74%)
     Greco-catolici (0,63%)
     Alte religii (3,15%)
Conform recensământului din 2011, satul Pilisszentlászló avea 1.111 locuitori. Din punct de vedere etnic, majoritatea locuitorilor (75,99%) erau maghiari, cu o minoritate de slovaci (20,06%). Apartenența etnică nu este cunoscută în cazul a 2,15% din locuitori.  Din punct de vedere confesional, majoritatea locuitorilor (61,66%) erau romano-catolici, existând și minorități de persoane fără religie (10,35%), reformați (8,01%), atei (1,35%) și luterani (1,26%). Pentru 16,74% din locuitori nu este cunoscută apartenența confesională.